# Таби, Вильям
Вильям Этчу Таби (англ. William Etchu Tabi; 13 ноября 1982, Мамфе, Камерун) — камерунский футболист, защитник клуба «Берлингтон».

## Биография
Начал карьеру в камерунском клубе «Сабле» (Батие). В 2001 году перешёл в аргентинский «Сан-Лоренсо де Альмагро», где пробыл 2 года и в январе 2003 году отправился в турецкий «Самсунспор». В июле покинул Турцию и переехал в боснийский клуб «Широки Бриег», отыграл там 3 года и перешёл в «Посушье». В июле 2007 года перешёл в хорватский «Шибеник» за 400 тысяч евро. С июля 2008 года выступал за клуб «Кроация» (Сесвете), дебют 27 июля 2008 года в матче «Кроация» — «Осиек» (1:1). В 2009 году выступал за боснийский «Зриньски». В 2010 году играл за клуб «Искра» (Зелина).
Сыграл один матч за молодёжную сборную Камеруна на чемпионате мира среди команд до 20 лет против США (1:3).